# Carel Godin de Beaufort

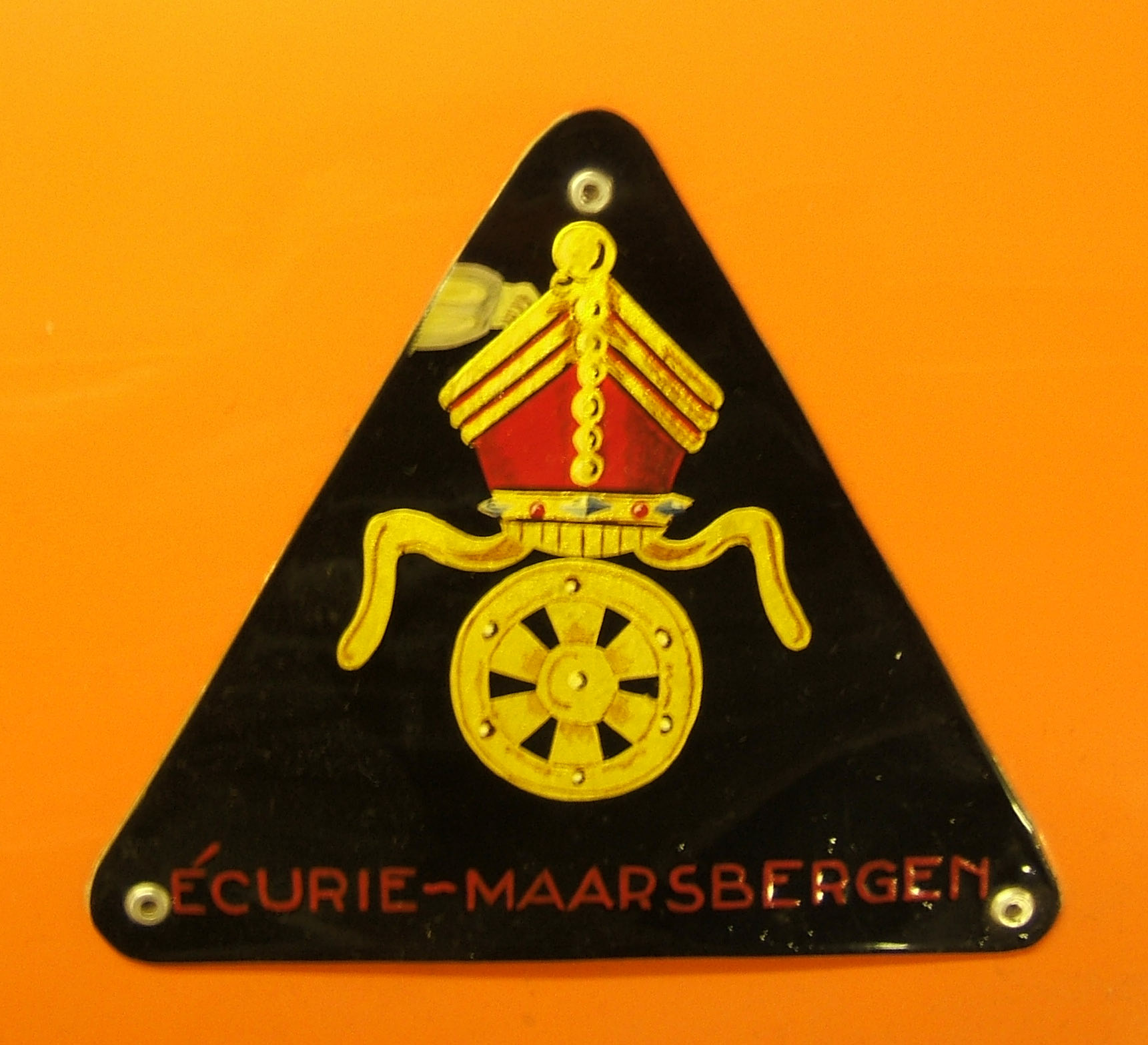
Carel Godin de Beauforts Ecurie Maarsbergen badge

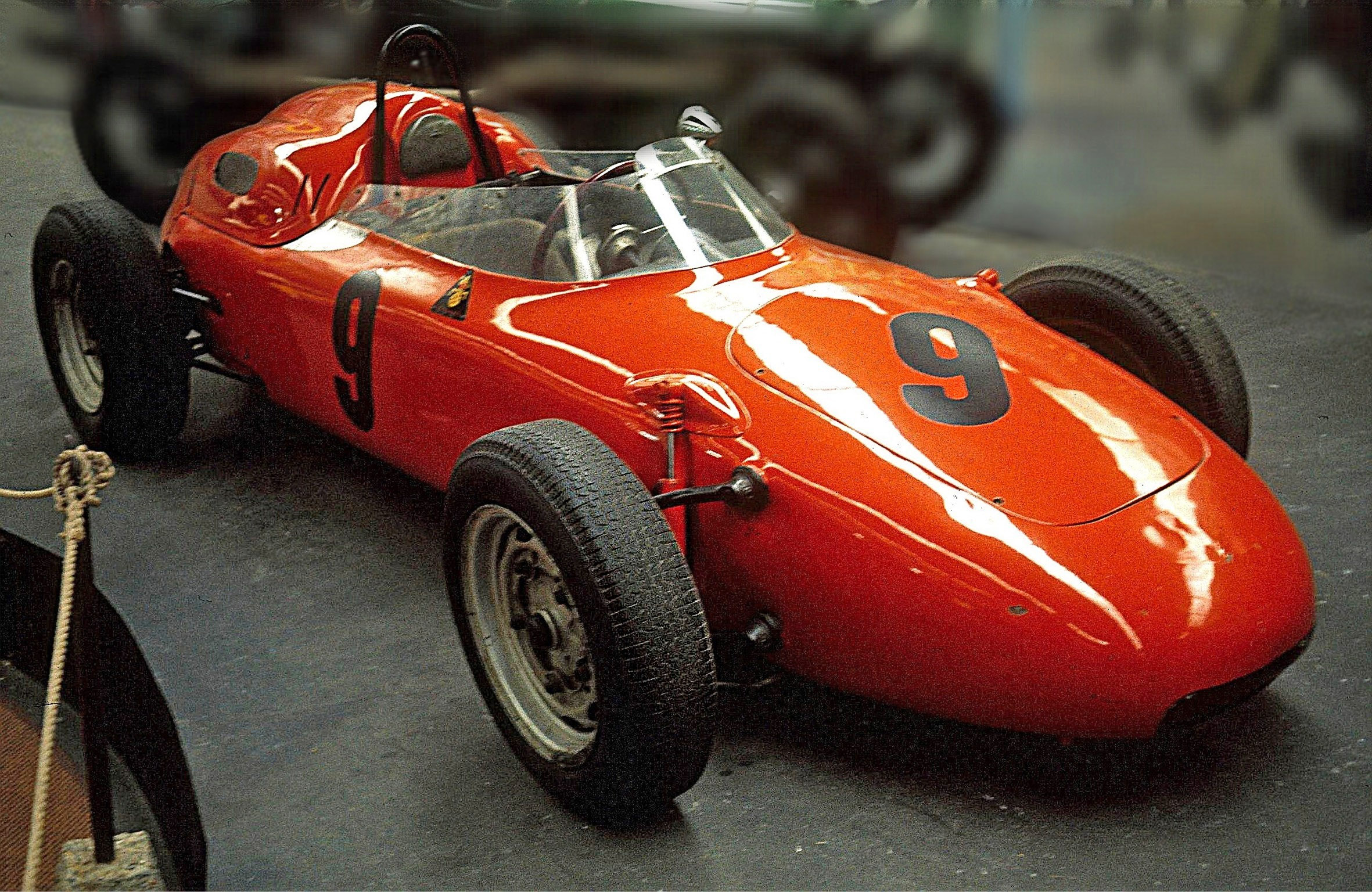
Porsche 718 van Carel Godin de Beaufort

Carel Pieter Antoni Jan Hubertus (Carel) Godin de Beaufort (Maarsbergen, 10 april 1934 – Keulen, 2 augustus 1964), heer van Maarn en Maarsbergen, was een Nederlands autocoureur, die bijnamen als De racende jonkheer en De jonker van Maarsbergen had.

## Leven en werk

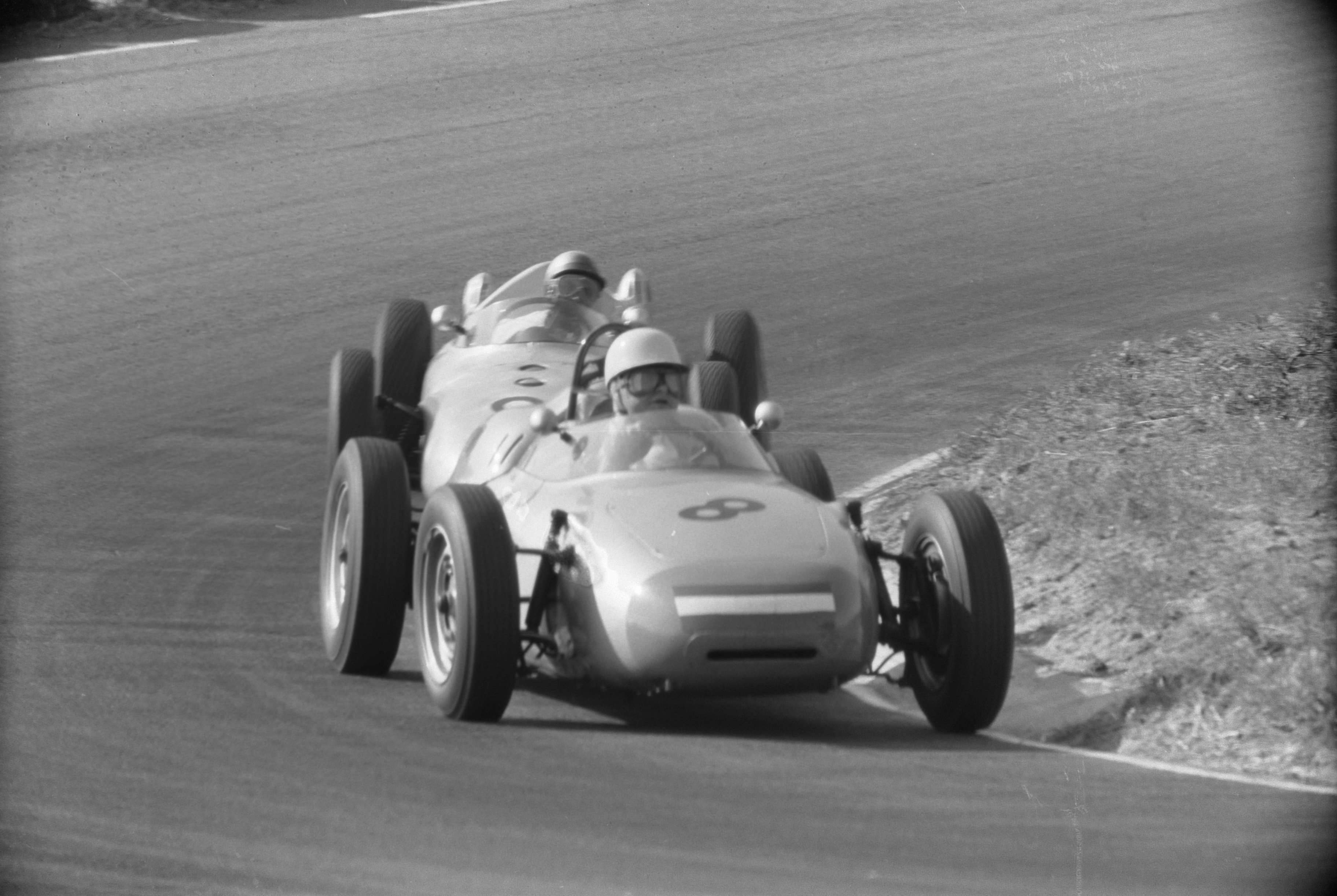
Carel Godin de Beaufort in een Porsche 718 in actie tijdens de GP van Nederland 1961

De Beaufort was een lid van de adellijke tak van de familie De Beaufort en was een kleinzoon van de politicus Karel Antonie Godin de Beaufort. Hij werd ook wel Careltje genoemd vanwege zijn toch wel aanzienlijk postuur - bijna twee meter lang en 118 kilo zwaar. Hij woonde op kasteel Maarsbergen, dat sinds 1882 in familiebezit was.
De Beaufort was de eerste Nederlander die punten wist te behalen in de strijd om het wereldkampioenschap in de Formule 1. Hij was een fervent liefhebber van het merk Porsche en het was dan ook een Porsche waarin hij in 1956 zijn eerste sportwagen-race reed. Overigens paste hij door zijn postuur het beste in een Porsche 718. In het seizoen 1959 reed hij in een Maserati, het seizoen daarop in een Cooper.
In 1957 reed De Beaufort zijn eerste Grand Prix (GP van Duitsland). Erg succesvol was hij niet: hij eindigde op de veertiende plaats, 20 minuten na de winnaar Juan Manuel Fangio. Op 1 augustus 1959 schoot hij tijdens de Grand Prix van Berlijn in de Nordkurve van de AVUS met zijn Porsche 718 van de baan. Hij overleefde een val van 15 meter en zijn Porsche bleek nog rijvaardig. De Beaufort nam weer deel aan de race maar werd wegens de slechte staat waarin zijn Porsche verkeerde aan de kant gezet.
In 1962 veroverde De Beaufort zijn eerste WK-punt door het behalen van een zesde plaats in de Grand Prix van Nederland. 
In totaal nam hij deel aan 31 GP-races, met als beste resultaten vier zesde plaatsen in de GP's van Nederland (1962), Frankrijk (1962), België (1963) en de Verenigde Staten (1963). 
De Beaufort had een ernstig ongeluk in 1964 op de Nürburgring Nordschleife tijdens de training voor de Grand Prix van Duitsland. Hij vloog, rijdend in zijn eigen Porsche 718, de baan af bij de Bergwerk-bocht en belandde tussen de bomen. Hij overleed een dag later in het ziekenhuis in Keulen door de ernstige verwondingen die hij had opgelopen aan zijn hoofd, borst en benen. Met hem stierf zijn tak van het geslacht in mannelijke lijn uit; hij was de laatste man die de familienaam Godin de Beaufort droeg.
Zijn oude Porsche 718 staat in het nieuwe Louwman Museum in Den Haag. Een ander exemplaar bevindt zich in het Britse Donington Collection Museum.